# Zagan Paša
Zagan Paša (turško Zağanos Paşa, deloval 1446-1462 ali 1469) je bil med vladanjem sultana Mehmeda II. Osvajalca vojaški poveljnik z nazivoma in rangoma kapudan paše (veliki admiral osmanskega vojnega ladjevja) in velikega vezirja, ki je bil najvišji vojaški položaj. Bil je kristjan, priveden v cesarstvo  kot krvni davek in spreobrnjen v islam. Svojo vojaško kariero je začel kot janičar. Postal je eden od najvidnejših vojaških poveljnikov Mehmeda II. in lala – sultanov svetovalec, mentor, tutor, komornik in varuh v eni osebi. Med obleganjem Konstantinopla leta 1453 je odstavil svojega predhodnika, velikega vezirja  Čandarli Halil Pašo mlajšega, in sam prevzel njegov položaj. Kasneje je služil kot guverner Tesalije in Makedonije.